# لیک فایو (ویسکانسین)
لیک فایو (به انگلیسی: Lake Five) یک منطقهٔ مسکونی در ایالات متحده آمریکا است که در شهرستان واکیشا، ویسکانسین واقع شده‌است. لیک فایو ۲۹۹٫۰۱ متر بالاتر از سطح دریا واقع شده‌است.